# Gomophia egyptiaca
Gomophia egyptiaca is een zeester uit de familie Ophidiasteridae. De soort komt voor in de Rode Zee en verschillende delen van de Indische oceaan en Grote oceaan. De wetenschappelijke naam van de soort werd in 1840 gepubliceerd door John Edward Gray.

## Beschrijving
Gomophia egyptiaca heeft een groot, regelmatig lichaam met dunne armen. Over het algemeen is de soort rood tot bruin, met crèmekleurige knobbeltjes en kegelvormige uitsteeksels. Deze uitsteeksels zijn korrelig van structuur en hebben een puntig uiteinde. Lateraal aan iedere arm zijn eveneens uitsteeksel die naar de bovenzijde wijzen: deze zijn prominent aanwezig aan het uiteinde van de arm, maar worden kleiner en verdwijnen richting de proximale zijde. Zoals vaak bij veel stekelhuidigen is de lichaamskleur relatief onstabiel: sommige exemplaren kunnen bijvoorbeeld paars of blauw zijn.

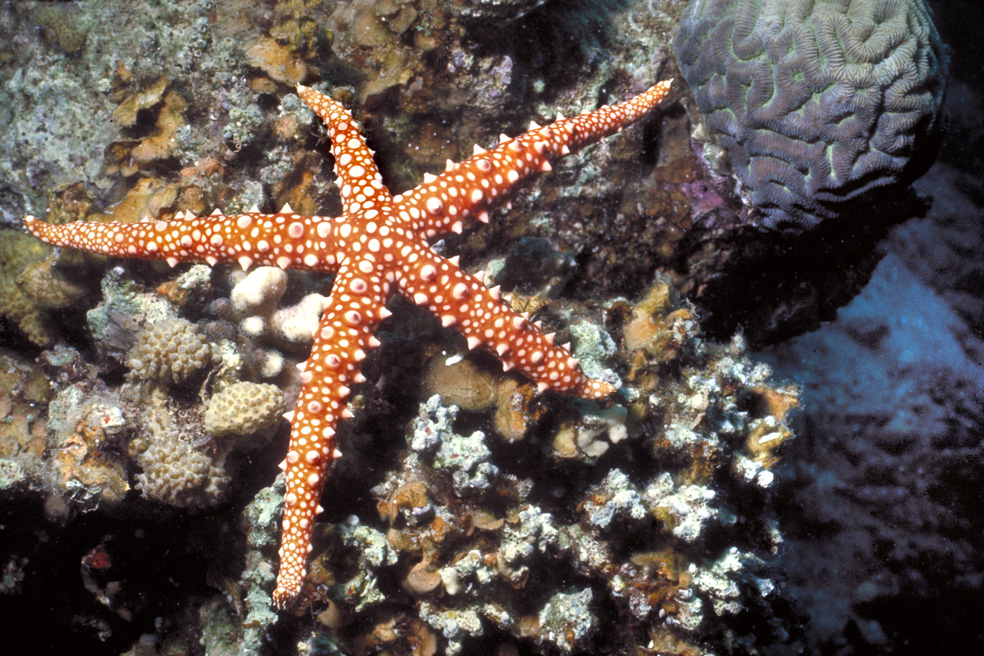
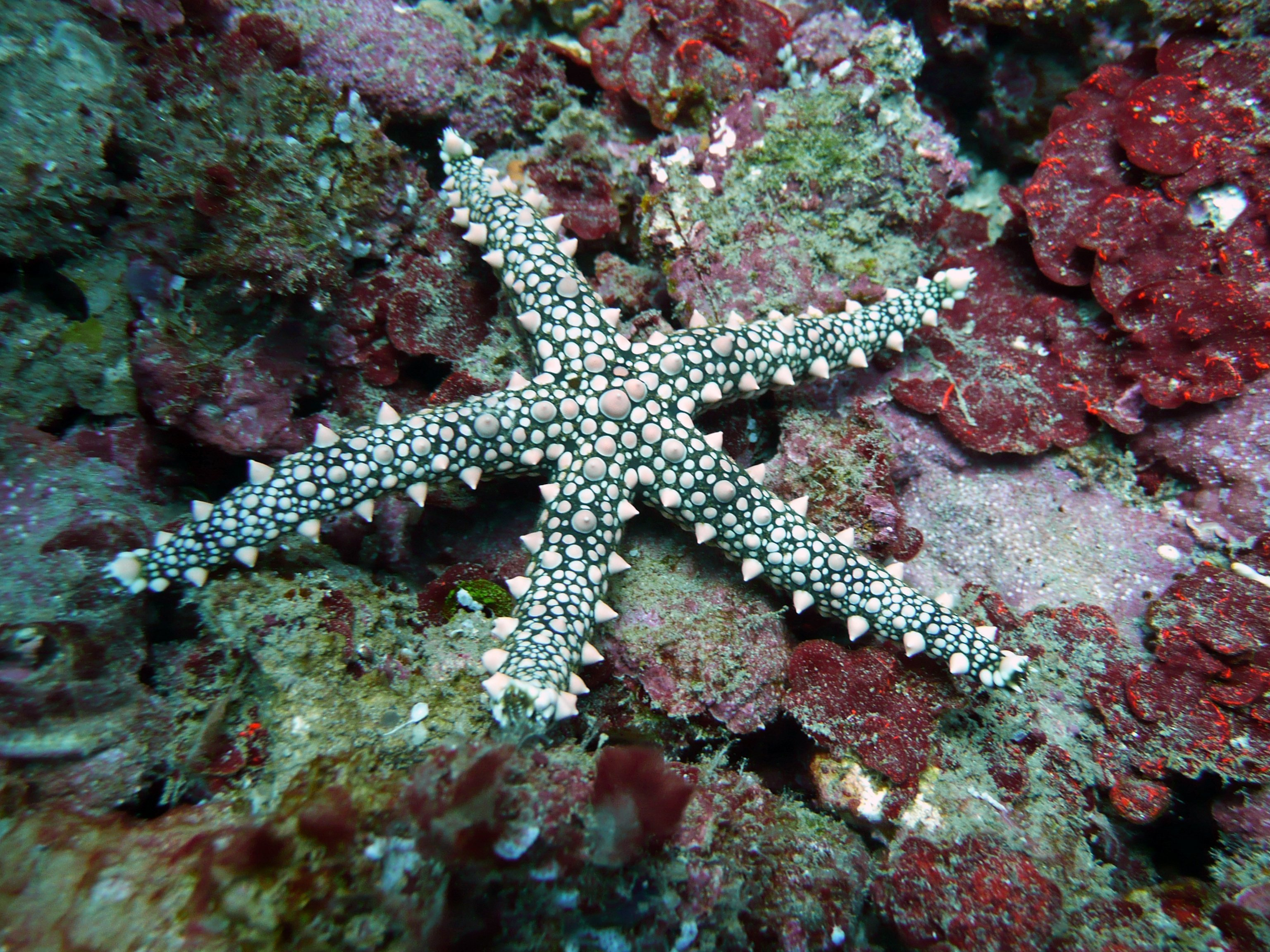

## Verspreiding
De soort heeft een groot verspreidingsgebied, van de Rode Zee, Indische oceaan tot de Grote Oceaan. Ook in de kustwateren van Oost-Afrika, Mauritius en Sri Lanka is deze soort gesignaleerd. Ook is deze zeester waargenomen in Polynesië en de zeeën ten noorden van Australië.